# Sonchus tenerrimus
Sonchus tenerrimus ist eine Pflanzenart aus der Gattung Sonchus in der Familie der Korbblütler (Asteraceae).

## Merkmale

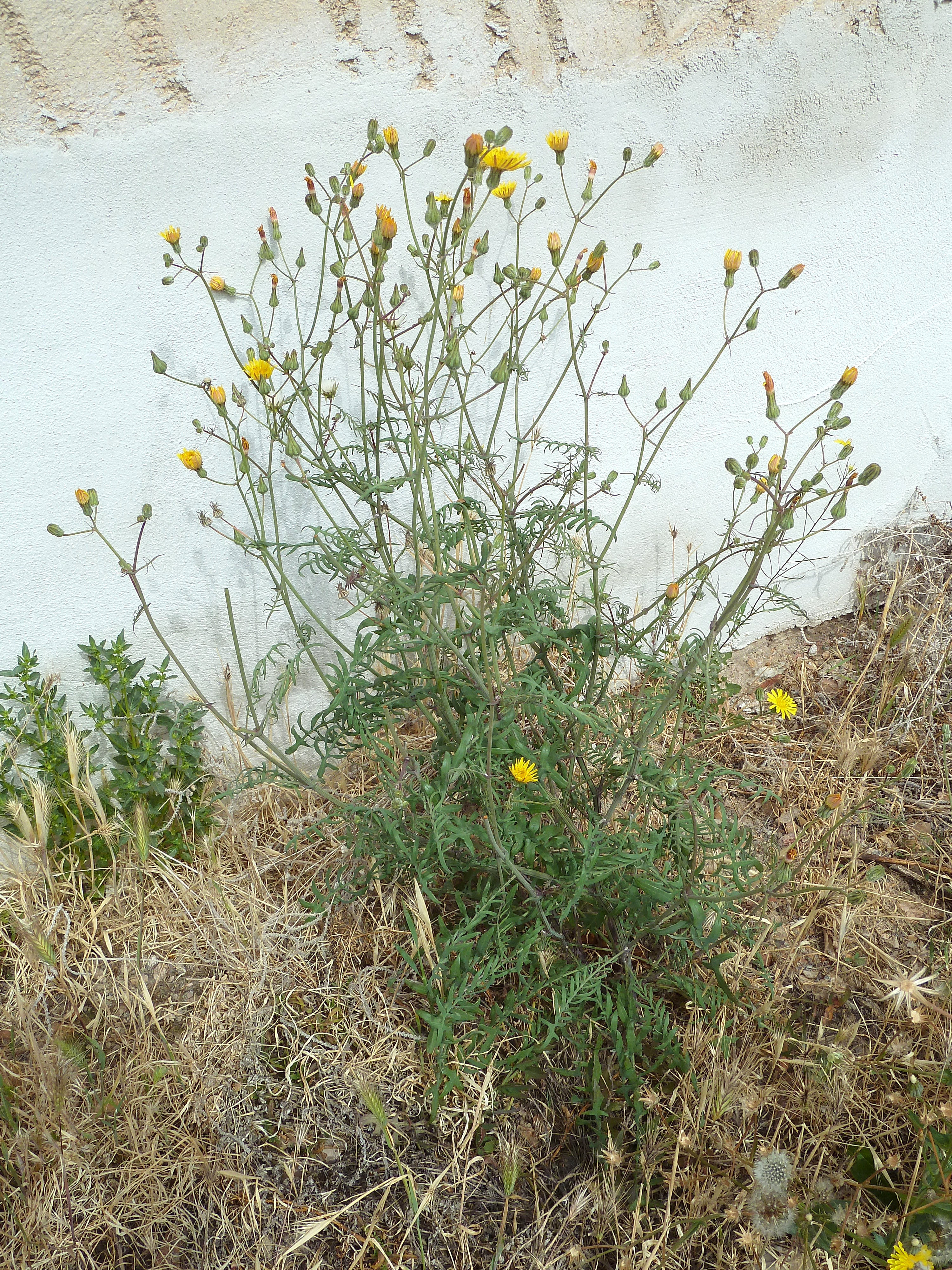
Habitus

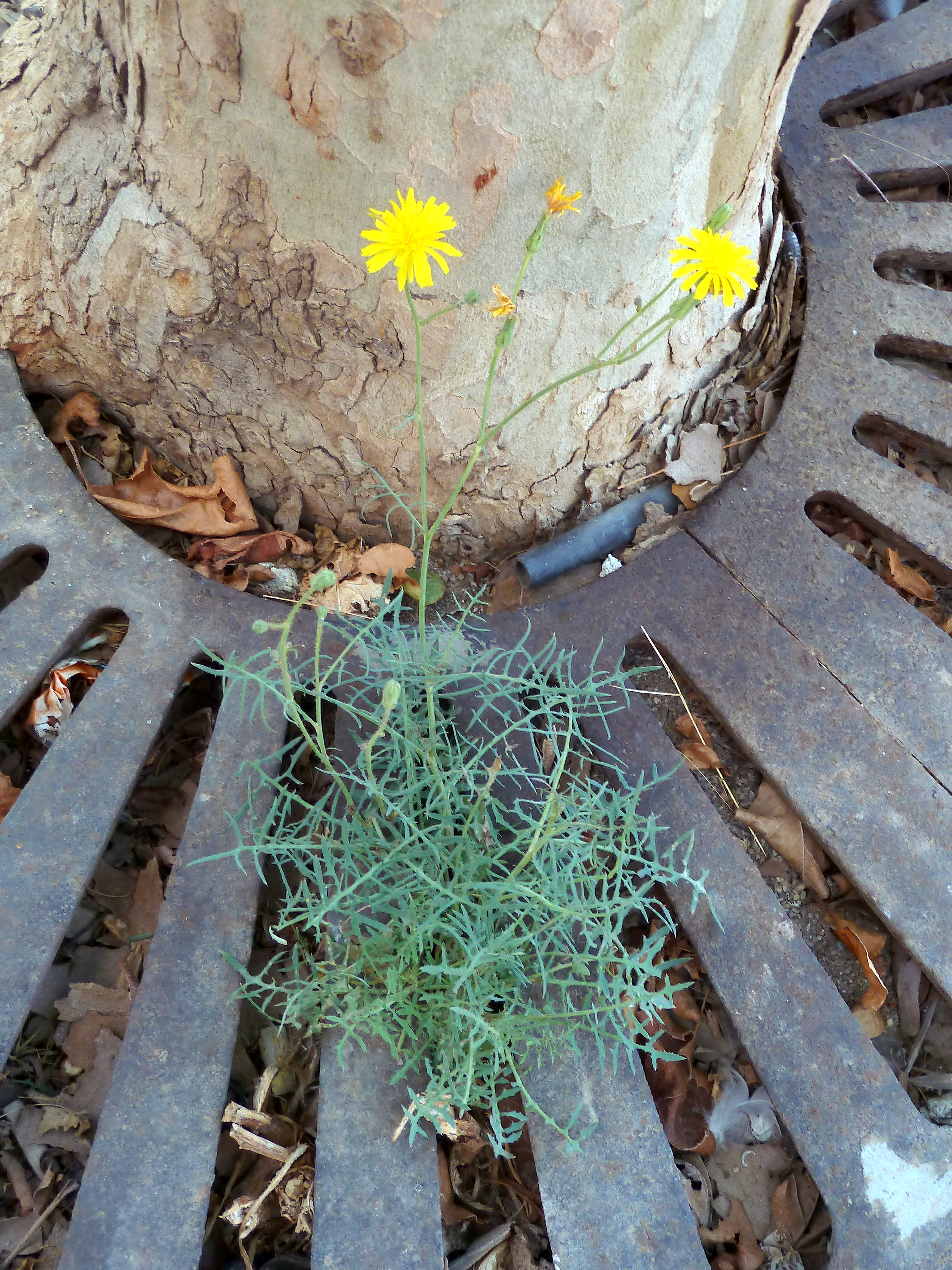
Pflanze mit fadenförmigen Blattlappen

Sonchus tenerrimus ist ein einjähriger, zweijähriger oder ausdauernder Schaft-Therophyt bzw. -Hemikryptophyt, der Wuchshöhen von 20 bis 100 Zentimetern erreicht. Der Stiel der Stängelblätter ist meist deutlich erkennbar und flügellos. An seinem Grund erweitert er sich in eine stängelumfassende Scheide. Die meist ganzrandigen Seitenlappen sind schmal länglich oder fast fadenförmig und im Gegensatz zur Gemüse-Gänsedistel an der Basis zusammengezogen. Die Früchte sind fein runzelig.
Die Blütezeit reicht von Februar bis Mai, selten bis Januar.
Die Chromosomenzahl beträgt 2n = 14.

## Vorkommen
Sonchus tenerrimus kommt ursprünglich im Mittelmeerraum, auch in Westasien, auf den Kanaren, in Eritrea, Mauretanien und in Südafrika vor. In der Schweiz, auf den Azoren, in Madeira, in Kalifornien, in Baja California, in Argentinien, Chile und Australien ist sie ein Neophyt.

## Belege
1. 1 2 3 4  Ralf Jahn, Peter Schönfelder: Exkursionsflora für Kreta. Mit Beiträgen von Alfred Mayer und Martin Scheuerer. Eugen Ulmer, Stuttgart (Hohenheim) 1995, ISBN 3-8001-3478-0, S. 336.
2. ↑   Tropicos.
3. 1 2   Sonchus im Germplasm Resources Information Network (GRIN), USDA, ARS, National Genetic Resources Program. National Germplasm Resources Laboratory, Beltsville, Maryland. Abgerufen am 8. April 2018.